# Lava a corda

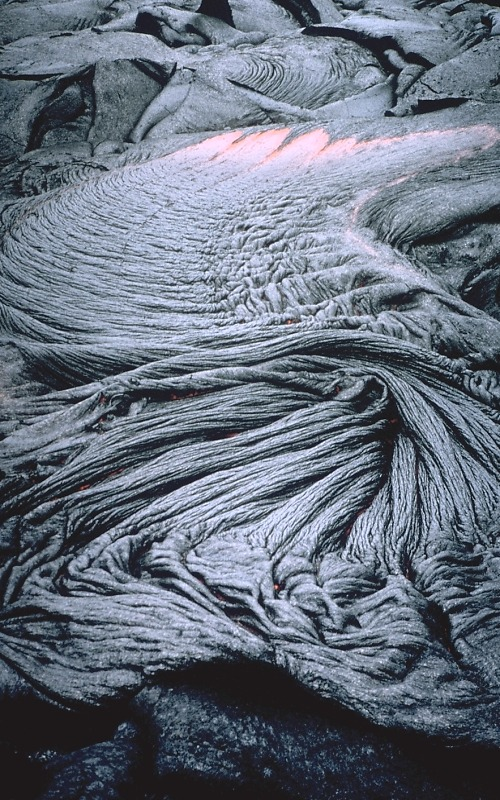
Kīlauea, isola Hawaii, tipica colata a corda.

La lava a corda o colata pahoehoe (termine di origine hawaiano), è formata da una lava basaltica molto fluida che, raffreddandosi, produce alla superficie una sottile pellicola, modellata in diverse forme dalla lava sottostante ancora fluida.
La sua superficie una volta solidificata è ondulata, cordonata e persino liscia. Queste superfici sono dovute al movimento molto fluido della lava sotto una crosta che si sta coagulando. I getti di questo tipo procedono come una serie di piccoli lobi e dita che rompono continuamente la superficie raffreddata. Forma anche tubi di lava, dove la piccola perdita di calore mantiene bassa la sua viscosità.